# Pyrausta haematidea
Pyrausta haematidea là một loài bướm đêm trong họ Crambidae.